# Ssst... silenzio!
Ssst... silenzio!  (K - The Unknown) è un film muto del 1924 diretto da Harry A. Pollard.
La sceneggiatura si basa su K, romanzo di Mary Roberts Rinehart pubblicato a Boston e New York nel 1915.

## Trama
La bella infermiera Sidney Page ha molti ammiratori, ma lei sembra preferire a tutti il chirurgo Max Wilson, anche se sembra attirata pure da un misterioso sconosciuto, conosciuto come K. Quando Joe, uno dei suoi pretendenti, spara geloso a Wilson, il misterioso K si prende cura del ferito e lo opera, salvandogli la vita. Rivela così la sua identità di famoso chirurgo, conquistando definitivamente il cuore di Sidney.

## Produzione
Il film fu prodotto dalla Universal Pictures.

## Distribuzione
Il copyright del film, richiesto dalla Universal, fu registrato l'11 agosto 1924 con il numero LP20487.

Distribuito dalla Universal Pictures, il film uscì nelle sale cinematografiche degli Stati Uniti il 17 novembre 1924. In Italia fu distribuito nel 1925; in Danimarca il 9 agosto 1926 con il titolo Den Ukendte; in Portogallo, il 7 agosto 1928 con il titolo K, o Desconhecido.

### Conservazione
Copia completa della pellicola si trova conservata negli archivi dell'UCLA Film And Television Archive di Los Angeles.